# Timbúes
Timbúes är en ort i Argentina. Den ligger i provinsen Santa Fe, i den centrala delen av landet, 300 km nordväst om huvudstaden Buenos Aires. Jesús María ligger 33 meter över havet och antalet invånare är 3 325. Orten hette fram till 1974 Jesús María. 